# John Long Routt
John Long Routt, född 25 april 1826 i Eddyville, Kentucky, död 13 augusti 1907 i Denver, Colorado, var en amerikansk republikansk politiker. Han var guvernör i delstaten Colorado 1876–1879 och 1891–1893.
Routt gick i skola i Bloomington, Illinois. Han deltog i amerikanska inbördeskriget i nordstaternas armé och befordrades till överste.
USA:s president Ulysses S. Grant utnämnde 1875 Routt till Coloradoterritoriets guvernör. Colorado blev följande år delstat och Routt valdes till delstatens första guvernör. Han var känd som en stark anhängare av kvinnlig rösträtt. Han arrangerade bland annat en turné åt Susan B. Anthony i delstaten. Han efterträddes 1879 av Frederick Walker Pitkin. Routt kandiderade till USA:s senat men republikanerna i Colorado nominerade Nathaniel P. Hill i stället.
Routt var borgmästare i Denver 1883–1885. Han efterträdde 1891 Job Adams Cooper som guvernör. Han lämnade guvernörsämbetet 1893, samma år som kvinnor fick rösträtt i Colorado. Hans hustru Eliza var den första kvinnan i Colorado som registrerade sig för att rösta.
Routts grav finns på Riverside Cemetery i Denver. Routt County har fått sitt namn efter John Long Routt.